# 未利用魚
未利用魚（みりようぎょ）とは、一般市場に出回らない魚介類を指す。本項では同様の背景を持つ低利用魚も含めて扱う。混獲魚、雑魚、インディーズ・フィッシュという呼び名もある。

## 問題点
未利用魚は漁獲後に海上投棄されたり、流通したとしても流通加工のコストに見合わない低い値段で売られる。また、廃棄により水産資源を無駄にしたり、他の魚の漁獲を阻害することで、漁師の経営を圧迫している場合も存在する。
大規模漁業で特定の種を利用するよりも、その地域、時期に合わせ、未利用魚を消費したほうが漁獲圧が下がり持続可能性が高まるとされる。

## 原因
その魚種が未利用魚となってしまう原因には以下の原因がある。
- 目的の漁の副産物
  - 本来の漁で意図していない漁獲(混獲)のため、鮮度保持や流通の体制がなく捨てられてしまう[5][6]。
- 漁獲量が少ない[5]
- 食味が悪い[7]
- 加工しづらい
  - サイズが不ぞろい[8]、小骨が多いなど調理に工夫が必要、可食部位が少ない、毒を持つなど[2]

- 鮮度落ちが早い
  - 漁獲された地域から遠くの地域への流通がなされない[9]。
- 一般に知られていない[6]。